# UEFA 유로 2012 (비디오 게임)
UEFA 유로 2012는 일렉트로닉 아츠에서 UEFA 유로 2012의 라이선스를 취득한 후 개발하여 발매한 대회 공식 지정 스포츠 게임이다. 별도의 패키지로 발매했던 전작과 달리 FIFA 12의 디지털 확장팩으로 발매되었기 때문에 우선 FIFA 12가 설치되어 있어야 하며, 일렉트로닉 아츠의 오리진 계정을 통하여 구매한 후 내려받을 수 있다. 엑스박스 360이나 플레이스테이션 3으로 실행할 경우 엑스박스 라이브 마켓플레이스와 플레이스테이션 스토어에서 구매하여 설치해야 한다. 고유 배경음악이 있었던 전작과 달리 FIFA 12의 배경음악을 그대로 사용한다.

## 게임 모드

### UEFA 유로 2012
UEFA 유로 2012 본선의 A~D조에 편성된 국가대표팀을 골라 본선 경기를 플레이할 수 있으며, 원하는 대로 본선 진출 국가나 조 편성을 바꿀 수 있다. 전작과 달리 예선경기는 포함되지 않았다.

### 원정 모드
가상의 팀을 만들어 자신만의 선수단을 운영하며 유럽 53개국의 국가대표와 경기를 치르는 모드이다. 이용자가 원하는 선수를 1명 고르면 주장이 되고 그 외의 선수는 능력치가 낮은 선수들이 무작위로 뽑혀 팀에 소속된다. UEFA 유로 2012의 예선조를 선택하고 해당 조에 속한 국가대표팀을 약팀부터 강팀까지 차례로 이기면서 선수를 얻어 팀의 전력을 강화할 수 있다.
각 국가대표팀을 처음 이기면 해당 팀의 후보 선수, 두 번 이기면 교체 선수, 세 번 이기면 선발 선수 중에서 무작위로 뽑힌 선수를 이용자의 팀에 넣을 수 있다. 네 번 이상 이기면 상대팀의 모든 선수 중에서 무작위로 뽑힌다. 또한 이기면 같은 조에 속한 다른 나라 대표팀과 경기할 수 있는 연결선이 활성화되지만, 지면 막힌다. 보너스로 각국 대표팀이 UEFA 유로 2012 예선을 치를 때의 사진을 나라별로 3장씩 얻을 수 있다.

### 챌린지 모드
UEFA 유로 2012 예선에서 실제로 일어났던 여러 가지 상황을 바탕으로 일렉트로닉 아츠가 설정한 제한시간 안에 목표를 달성하는 도전과제이다. 목표달성에 성공하면 FIFA 12 경험치를 얻을 수 있으며, 선택한 난이도에 따라 획득하는 경험치가 달라진다.

### 온라인 모드
UEFA 유로 2012를 온라인으로 즐기는 모드이다. 온라인에 접속한 다른 이용자와 경기를 치르며, 조별 경기를 치른 후 토너먼트에 진출하여 우승자를 가린다.

## 등장 국가대표팀
UEFA 유로 2012의 공식 라이선스를 얻어 만든 게임이기에 유럽 축구 연맹에 가맹한 53개 국가대표팀이 모두 등장한다. 그러나 본선에 진출하지 못한 국가대표팀 중 상당수는 유니폼과 선수 이름 모두 실제와 다르게 나온다. 특히 본선에 진출한 대표팀 중에서도 공동 개최국 팀인 우크라이나 축구 국가대표팀은 선수 이름까지 비실명으로 나온다.

### 본선 진출팀
| - 그리스 - 네덜란드 - 덴마크 - 독일 | - 러시아 1 - 스웨덴 - 스페인 - 아일랜드 | - 우크라이나 2 (개최국) - 이탈리아 - 벨기에 - 체코 | - 크로아티아 - 포르투갈 - 폴란드 1 (개최국) - 프랑스 |  |

### 예선 탈락팀
| - 노르웨이 - 라트비아 2 - 루마니아 1 - 룩셈부르크 2 - 리투아니아 2 - 리히텐슈타인 2 - 북마케도니아 2 - 몬테네그로 2 - 몰도바 2 | - 몰타 2 - 벨기에 - 벨라루스 2 - 보스니아 헤르체고비나 2 - 북아일랜드 - 불가리아 - 산마리노 2 - 세르비아 2 - 스위스 1 | - 스코틀랜드 - 슬로바키아 2 - 슬로베니아 1 - 아르메니아 2 - 아이슬란드 2 - 아제르바이잔 2 - 안도라 2 - 알바니아 2 - 에스토니아 2 | - 오스트리아 - 웨일스 2 - 이스라엘 1 - 조지아 2 - 카자흐스탄 2 - 키프로스 1 - 튀르키예 - 페로 제도 2 - 핀란드 1 - 헝가리 1 |  |

- 1: 유니폼 라이선스 미취득
- 2: 유니폼 라이선스 미취득·선수 이름 비실명

## 경기장
UEFA 유로 2012 경기를 치르는 8개 경기장을 게임에서도 모두 고를 수 있으며, 그 외에 유럽 각국의 유명한 실제 경기장과 게임에만 등장하는 가상 경기장이 포함되어 있다.

### UEFA 유로 2012 경기장
| 폴란드 - 바르샤바 국립 경기장 (레기아 바르샤바, 폴로니아 바르샤바) - 브로츠와프 시립경기장 (실롱스크 브로츠와프) - 포즈난 시립경기장 (레흐 포즈난) - PGE 아레나 그단스크 (레히아 그단스크) | 우크라이나 - 올림피스키 경기장 (디나모 키예프, 아르세날 키예프) - 돈바스 아레나 (샤흐타르 도네츠크) - 메탈리스트 경기장 (메탈리스트 하르키우) - 아레나 리비우 (카르파티 리비우) |  |

### 그외 유럽 경기장
| 네덜란드 - 암스테르담 아레나 (아약스) 독일 - 베를린 올림픽 스타디움 (헤르타 베를린) 스페인 - 메스타야 (발렌시아) - 비센테 칼데론 (아틀레티코 마드리드) - 산티아고 베르나베우 (레알 마드리드) - 캄프 노우 (바르셀로나) | 이탈리아 - 스타디오 올림피코 (로마, 라치오) 잉글랜드 - 웸블리 스타디움 프랑스 - 스타드 벨로드롬 (올랭피크 마르세유) - 파르크 데 프랭스 (파리 생제르맹) |  |